# Arthur Andrews
Arthur Fleming Andrews (1. september 1876 - 20. marts 1930) var en amerikansk cykelrytter som deltog i OL 1904 i St. Louis.
Andrews vandt en sølvmedalje i cykling under OL 1904 i St. Louis. Han kom på en andenplads i disciplinen 25 mil.
Han vandt også en bronzemedalje i cykling under samme OL. Han kom på en tredjeplads i disciplinen 5 mil.